# Derbystar

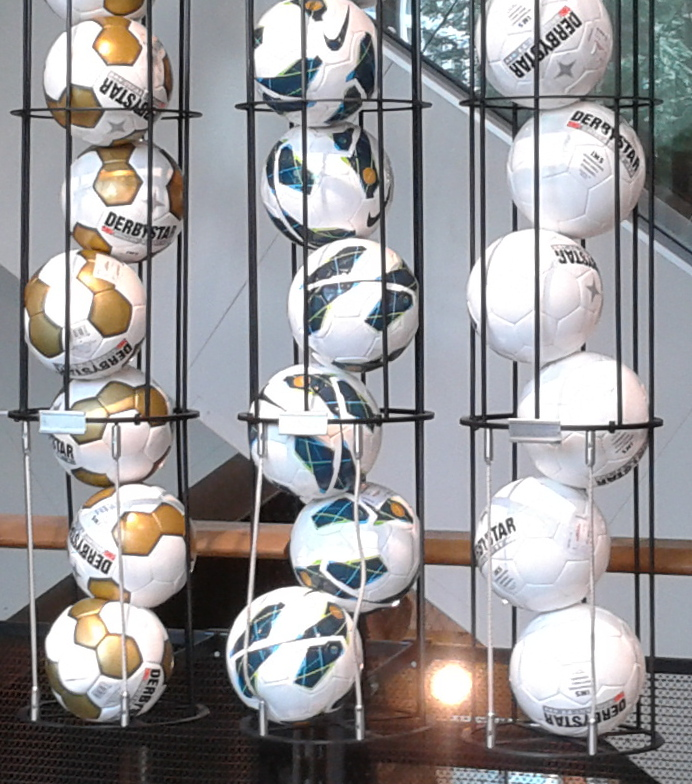
Piłki firmy Derbystar

Derbystar Sportartikelfabrik GmbH – niemiecka firma produkująca artykuły sportowe z siedzibą w Goch. Podstawowym produktem firmy są piłki, używane w różnych dyscyplinach sportowych: piłce nożnej, piłce ręcznej, koszykówce, siatkówce, a także w rugby i futbolu amerykańskim.
Początki produkcji sportowej w firmie sięgają 1963 roku. Wcześniej w fabryce produkowano odzież skórzaną oraz siodła. Ostatecznie do wydzielenia odrębnej firmy o nazwie „Derbystar” doszło w 1968 roku. Na początku lat 70. XX wieku rozpoczęto produkcję piłek z materiałów syntetycznych. Wówczas też rozpoczęto produkcję artykułów firmy poza granicami Niemiec: najpierw na Węgrzech, a od 1976 roku w Pakistanie. W 1983 roku zaprzestano produkcji na Węgrzech, a pod koniec lat 80. całą produkcję piłek przeniesiono do Azji.
Oprócz piłek firma oferuje odzież sportową (koszulki, spodenki, dresy, rękawice bramkarskie) oraz inne artykuły sportowe, m.in.: apteczki sportowe wraz z wyposażeniem, ochraniacze, torby sportowe, osprzęt treningowy i trenerski oraz gwizdki sędziowskie.
Od sezonu 2006/2007 produkowana przez firmę piłka Derbystar Brillant APS jest oficjalną piłką holenderskiej Eredivisie, a od sezonu 2018/2019 także niemieckiej pierwszej Bundesligi i drugiej Bundesligi.